# 龙首崖

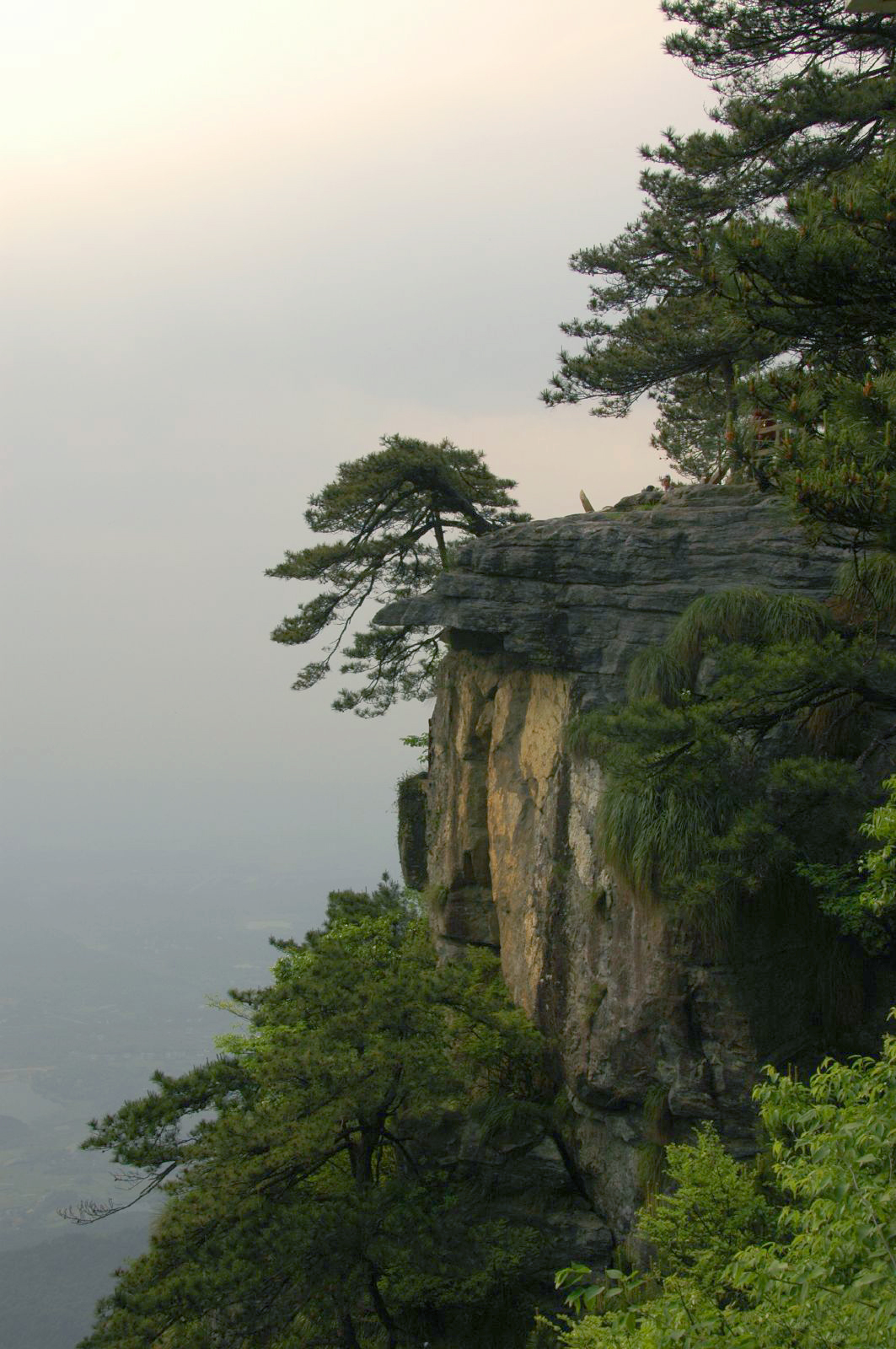
龙首崖

龙首崖是中国江西省庐山大天池西南一处陡峭的悬崖，顶端伸出，孤悬空中，形如龙首。龙首崖是观云海的好地方。 
龙首崖附近是明代敕建天池寺旧址。　